# 29 juni
29 juni är den 180:e dagen på året i den gregorianska kalendern (181:a under skottår). Det återstår 185 dagar av året.

## Återkommande bemärkelsedagar

### Helgondagar
- Petrus (Sankte Per), en av Jesu lärjungar och den förste biskopen (påven) av Rom (död omkring 64–67)
- Paulus, en av kristendomens apostlar (död omkring 64–65) (se även 25 januari och 18 november)

## Namnsdagar

### I den svenska almanackan
- Nuvarande – Peter och Petra
- Föregående i bokstavsordning
  - Peter – Namnet infördes på dagens datum 1986 och har funnits där sedan dess.
  - Petra – Namnet infördes 1986 på 7 mars. 1993 flyttades det till 9 juni och 2001 till dagens datum.
  - Petri och Pauli dag – Denna benämning på dagens datum fanns sedan gammalt, till minne av att apostlarna Petrus och Paulus båda ska ha lidit martyrdöden denna dag. Det ersattes så småningom av enbart Petrus.
  - Petrus – Namnet infördes på dagens datum, till minne av aposteln Petrus, då det ersatte den gamla benämningen Petri och Pauli dag. Det fanns kvar ända till 2001, då det utgick.
  - Petter – Namnet infördes på dagens datum 1986, men utgick 1993.
- Föregående i kronologisk ordning
  - Före 1901 – Petri och Pauli dag och Petrus
  - 1901–1985 – Petrus
  - 1986–1992 – Petrus, Peter och Petter
  - 1993–2000 – Petrus och Peter
  - Från 2001 – Peter och Petra
- Källor:
  - Brylla, Eva (red.): Namnlängdsboken, Norstedts ordbok, Stockholm, 2000. ISBN 91-7227-204-X
  - af Klintberg, Bengt: Namnen i almanackan, Norstedts ordbok, Stockholm, 2001. ISBN 91-7227-292-9

### Finlandssvenska almanackan
- Nuvarande från 2020[1] – Peter, Per, Petra, Pernilla, Petter
- I föregående revideringar[a][2]
  - 1929–1949 – Peter, Pär
  - 1950–1972 – Peter, Per
  - 1973–1994 – Peter, Per, Petra
  - 1995–2019 – Peter, Per, Petter, Petra, Pernilla

## Händelser
- 1252 – Den endast 34 år gamle danske kungen Abel blir dödad av en hjulmakare nära Eiderstedt under en straffexpedition mot nordfriserna, som vägrar betala skatt. Med sina endast ett och ett halvt år på den danska tronen blir Abel den hittills (2025) kortvarigaste regenten i den danska kungalängden och efterträds samma dag av sin bror Kristofer I, som låter utropa sig till kung på landstinget i Viborg och kröns i Lund samma år. Därmed lyckas Kristofer utmanövrera Abels son Valdemars kandidatur till den danska tronen, trots att han har lovat sin bror att stödja Valdemar. Detta leder till många årtiondens fiendskap och osämja mellan Abels och Kristofers grenar av den danska kungaätten och försvagar den danska kungamakten. Enligt folktron går Abel igen och spökar, som straff för att han lät mörda sin bror och föregångare på tronen Erik Plogpenning.
- 1444 – Den albanske hövdingen och frihetshjälten Skanderbeg leder 15 000 albaner till seger över en osmansk styrka på 25 000–40 000 man, ledd av Ali Pasha, i slaget vid Torviolli. Osmanerna förväntar sig en snabb och lättvunnen seger, då de ser att albanerna väntar vid foten av en kulle och går därför till direkt anfall. Skanderberg har dock delat upp sin här i tre delar och det är endast en del, som väntar vid kullen. När osmanernas anfall är i full gång låter han de andra delarna anfalla från sidorna och krossar därmed den osmanska armén. Samtida källor anger att osmanerna förlorar 22 000 man i stupade och 2 000 tillfångatagna, medan albanerna endast ska ha förlorat 100–120 man i stupade (men många fler skadade). Moderna uppskattningar anger dock de albanska förlusterna till omkring 4 000 stupade och sårade och de osmanska till 8 000 stupade och 2 000 tillfångatagna. Den albanska segern blir emellertid mycket uppskattad av andra kristna furstar i Europa, då den höjer de kristnas moral i kampen mot osmanerna. Den osmanske sultanen Murad II inser därmed vilken effekt Skanderbegs uppror kommer att ha mot det osmanska riket och vidtar därför kraftiga åtgärder för att krossa honom, vilket leder till ytterligare 25 års krig.
- 1561 – Nio månader efter trontillträdet den 29 september året före hålls den svenske kungen Erik XIV:s kröning i Uppsala domkyrka. Eftersom Erik är den förste svenske kung, som har kommit till makten genom arv (efter införandet av arvkungadömet 1544) och därmed anser sig ha fått sin makt av Gud, har han ambitionen att kröningen ska bli den mest påkostade i Sverige någonsin (vilket den också blir) och låter bland annat beställa nya kröningsregalier (såsom krona, spira, svärd och riksäpple) av den nederländske guldsmeden Cornlius ver Weiden i Stockholm, vilka sedan kommer att användas vid svenska regentkröningar fram till den sista (Oscar II:s kröning 1873) och än idag utgör Sveriges riksregalier. Vid kröningen låter han också införa adelstitlarna greve och friherre i Sverige, i ett försök att blidka adeln. Marsken Svante Sture den yngre, rikshovmästaren Per Brahe den äldre och riksrådet Gustav Johansson (Tre Rosor) dubbas därmed till Sveriges tre första grevar.
- 1613 – Den engelske dramatikern och poeten William Shakespeares teater, som ligger i Londons teaterdistrikt söder om Themsen och går under benämningen The Globe Theatre, brinner ner till grunden endast 14 år efter uppförandet 1599. Under dess existens har flera av Shakespeares pjäser, såsom Hamlet och Macbeth uruppförts där. Trots att teatern återuppbyggs året därpå skriver Shakespeare efter branden inga fler pjäser och avlider 1616. Den nya Globeteatern fortgår sedan till 1642 då den stängs och den rivs 1644. 1997 återuppbyggs den på nytt några hundra meter från den ursprungliga platsen och sedan dess framförs framförallt Shakespeares pjäser där på nytt.
- 1676 – Danskarna landsätter en invasionshär vid Råå fiskeläge strax söder om Helsingborg,[3] för att under det pågående skånska kriget återerövra de östdanska landskapen Skåne, Halland och Blekinge från Sverige, vilka har varit i svensk hand sedan freden i Roskilde 1658. Uppgifterna om invasionsstyrkans storlek varierar mellan 14 000,[4][5] 15 000[4][6][7] och 16 000 man,[5] men landstigningen blir helt oblodig, då danskarna inte möter något motstånd. Detta kan dels bero på att danskarna genom segern över svenskarna i slaget vid Ölands södra udde den 1 juni samma år har blivit herrar över Östersjön,[4] dels på den danska skenmanövern vid Ystad den 27 juni,[7] dels på att det svenska försvaret i Skåne är numerärt underlägset denna styrka[6] och dessutom utspritt över landskapet,[7] däribland med flera tusen man på olika förläggningar. På några månader erövrar danskarna hela Skåne och Blekinge utom Malmö.
- 1809 – Tre veckor efter sitt trontillträde (den 6 juni) kröns den svenske kungen Karl XIII vid en ceremoni i Storkyrkan i Stockholm. Kungen är dock gammal (60 år) och skröplig och har inga egna barn, varför man snart måste se sig om efter en ny svensk tronföljarkandidat. I mitten av juli samma år väljs den danske prinsen Karl August till ny svensk kronprins, men efter dennes död genom slaganfall i maj året därpå faller valet några månader senare istället på den franske marskalken Jean Baptiste Bernadotte.
- 1927 – En total solförmörkelse inträffar över Sverige.
- 1958 – Brasilien blir världsmästare i fotboll, genom att besegra Sverige med 5–2 i finalen av årets fotbolls-VM på Råsunda stadion i Solna. Detta är hittills (2025) enda gången som fotbolls-VM har hållits i Sverige och det svenska silvret blir den bästa svenska placeringen i herrfotbolls-VM någonsin (näst bästa placeringen blir 1950 under VM i Brasilien och 1994, under VM i USA, då Sverige tar brons). Att mästerskapet spelas i Sverige och att det går så bra för hemmalaget gör att intresset för evenemanget blir mycket stort i hela landet, vilket leder till ett stort uppsving för försäljningen av TV-apparater.
- 1974 – Den argentinske presidenten Juan Peróns hustru Isabel svärs i hemlighet in som Argentinas tillförordnade president, eftersom hennes make är svårt sjuk i lunginflammation och dagen före har drabbats av flera hjärtattacker.[8] Den 1 juli drabbas han av en ny attack, som gör att han avlider samma dag. På detta vis blir Isabel Perón världens första kvinnliga president (när Vigdís Finnbogadóttir blir Islands president 1980 blir hon världens första demokratiskt valda kvinnliga statsöverhuvud) och förblir på posten till våren 1976, då hon blir avsatt i en statskupp.
- 1995 – Sampoongvaruhuset i den sydkoreanska huvudstaden Seoul kollapsar, varvid 502 människor omkommer och 937 skadas. Detta blir den största katastrofen i fredstid i Sydkoreas historia och den dödligaste byggnadskollapsen i världen före 11 september-attackerna i New York 2001. Värdet på de materiella förlusterna uppgår till omkring 270 miljarder won (omkring 216 miljoner dollar i dåtidens penningvärde) och vid utredningen av olyckan visar den sig bero på undermålig byggnadskonstruktion, vilket i sin tur beror på korruption under byggandet av varuhuset 1987–1990. Byggnadens ordförande Lee Joon och hans son Lee Han-Sang, som är affärsföretagets direktör, döms båda till fleråriga fängelsestraff.
- 2022 – Festivalområdet öppnar till femtionde Roskildefestivalen, festivalen var uppskjuten sedan 2020 på grund av Covid-19-pandemin och slutsåld sedan 3 mars 2020.

## Födda
- 1475 – Beatrice d’Este, italiensk adelsdam, hertiginna av Milano från 1491 (gift med Ludovico Sforza)
- 1630 – Kristina Posse, svensk adelsdam och gift med Ernst Johan Creutz den äldre, landshövding i Västmanlands län
- 1517 – Rembert Dodoens, flamlandsk läkare och botaniker
- 1753
  - Fredrik von Ehrenheim, svensk friherre, ämbetsman, diplomat och hovkansler, Sveriges kanslipresident 1801–1809
  - Samuel J. Potter, amerikansk politiker, senator för Rhode Island 1803-1804
- 1783 – August Alexander Klengel, tysk kompositör
- 1798 – Giacomo Leopardi, italiensk romantisk författare
- 1815 – Friedrich zu Eulenburg, preussisk greve och statsman
- 1820 – Rudolf Walin, svensk operasångare (baryton)
- 1863 – Carl Olsson, svensk lantbrukare och liberal politiker
- 1865 – William Borah, amerikansk republikansk politiker, senator för Idaho 1907-1940
- 1880 – Ludwig Beck, tysk militär, arméstabschef 1935–1938
- 1882 – Franz Seldte, tysk nazistisk politiker
- 1886 – Robert Schuman, fransk kristdemokratisk politiker och statsman Frankrikes konseljpresident 1947–1948 och utrikesminister 1948–1953, ordförande för Europaparlamentet 1958–1960
- 1887 – Miles von Wachenfelt, svensk politiker och lantbruksattaché
- 1891 – Saga Walli, svensk konstnär
- 1900 – Antoine de Saint-Exupéry, fransk författare
- 1901 – Nelson Eddy, amerikansk sångare och skådespelare
- 1906 – Heinz Harmel, tysk militär, SS-Brigadeführer och generalmajor i Waffen-SS
- 1908 – Leroy Anderson, amerikansk kompositör
- 1911 – Bernard Herrmann, amerikansk filmmusikkompositör
- 1912 – Bertil Sjödin, svensk skådespelare
- 1915 – Lars Kåge, svensk skådespelare och sångare
- 1918 – Richard Edmund Lyng, amerikansk republikansk politiker, USA:s jordbruksminister 1986–1989
- 1920 – Ray Harryhausen, amerikansk regissör, producent och animatör
- 1924 – Philip H. Hoff, amerikansk demokratisk politiker, guvernör i Vermont 1963–1969 (död 2018)
- 1925 – Giorgio Napolitano, italiensk kommunistisk politiker, Italiens president 2006-2015
- 1929 – Jabir al-Ahmad al-Jabir as-Sabah, Kuwaits emir 1977-2006
- 1932 – Ingvar S. Melin, finländsk folkpartistisk politiker, Finlands försvarsminister 1975–1976
- 1943 – Eva Boyd, amerikansk sångare med artistnamnet Little Eva
- 1944
  - Seán Patrick O'Malley, amerikansk kardinal
  - Collin Peterson, amerikansk demokratisk politiker
- 1945 – Chandrika Kumaratunga, lankesisk politiker, Sri Lankas premiärminister 1994 och president 1994–2005
- 1946 – Per-Olof Stenblock, svensk konstnär med artistnamnet Marchéllo
- 1948 – Ian Paice, brittisk trummis känd från bland andra Deep Purple
- 1950 – Jo Ann Davis, amerikansk republikansk politiker, kongressledamot 2001-2007
- 1951 – Don Rosa, amerikansk serietecknare
- 1952
  - Marga Pettersson, svensk skådespelare och dansare
  - Bengt Krantz, svensk operasångare och skådespelare
- 1956 – Magnus Andersson, svensk gitarrist
- 1961 – Greg Hetson, amerikansk musiker, gitarrist i grupperna Circle Jerks och Bad Religion
- 1962
  - Amanda Donohoe, brittisk skådespelare
  - Jonas Frick, svensk regissör och manusförfattare
  - Blossom Tainton Lindquist, svensk sångare och dansare
- 1963 – Thomas W. Gabrielsson, svensk skådespelare.
- 1971 – Cecilia Wigström, svensk folkpartistisk politiker och statsvetare, riksdagsledamot 2002–2010
- 1972 – Samantha Smith, amerikansk flicka, känd för sitt brev till sovjetledaren Jurij Andropov 1982
- 1974 – Stefan Odelberg, svensk magiker och komiker
- 1979 – Alexis Malone, amerikansk porrskådespelare
- 1982 – Colin Jost, amerikansk komiker
- 1987 – Ana Ferreira, portugisisk trubadur med artistnamnet Ana Free
- 1989 – Isabelle Gulldén, svensk handbollsspelare
- 1994
  - Camila Mendes, amerikansk skådespelerska
  - Alysha Newman, kanadensisk stavhoppare

## Avlidna
- 1252 – Abel, omkring 34, kung av Danmark
- 1509 – Margaret Beaufort, 66, engelsk adelsdam, mor till kung Henrik VII
- 1613 – Seved Svensson Ribbing, 61, svenskt riksråd, Sveriges riksskattmästare
- 1700 – Olof Svebilius, 76, svensk kyrkoman, biskop i Linköpings stift och i Uppsala ärkestift
- 1763 – Hedvig Charlotta Nordenflycht, 44, svensk författare
- 1779 – Anton Raphael Mengs, 51, tysk målare och konstteoretiker
- 1809 – Ulrik Gustaf De la Gardie, 81, svensk greve och landshövding i Västmanlands län
- 1831 – Heinrich Friedrich Karl vom und zum Stein, 73, tysk statsman
- 1840 – Lucien Bonaparte, 65, fransk politiker, bror till kejsar Napoleon I
- 1852 – Henry Clay, 75, amerikansk statsman, senator för Kentucky, USA:s utrikesminister
- 1861 – Elizabeth Barrett Browning, 55, brittisk poet
- 1874 – Anton Frederik Tscherning, 78, dansk politiker och militär
- 1875 – Ferdinand I, 82, kejsare av Österrike
- 1906 – Simon P. Hughes, 76, amerikansk demokratisk politiker och jurist, guvernör i Arkansas
- 1916 – Ernst Immanuel Bekker, 88, tysk jurist
- 1919 – Aleksandr Ragoza, 61, rysk militär
- 1925 – Christian Michelsen, 68, norsk politiker, Norges statsminister
- 1933 – Roscoe Arbuckle, 46, amerikansk skådespelare med artistnamnet Fatty Arbuckle
- 1934 – Sidney C. Roach, 57, amerikansk republikansk politiker
- 1940 – Paul Klee, 60, tysk-schweizisk målare, grafiker och konstteoretiker
- 1941 – Ignaz Paderewski, 80, polsk pianist, kompositör, och politiker
- 1955 – Max Pechstein, 73, tysk expressionistisk målare och grafiker
- 1960 – Edith Wallén, 68, svensk skådespelare
- 1967 – Jayne Mansfield, 34, amerikansk skådespelare
- 1968 – Arne Hedenö, 61, svensk operettsångare och skådespelare
- 1984 – Ella Rosén, 73, svensk skådespelare och scripta
- 1995 – Lana Turner, 74, amerikansk skådespelare
- 1998 – Slavko Dokmanović, 48, kroatienserbisk politiker, anklagad för krigsförbrytelser
- 2000 – Vittorio Gassman, 77, italiensk skådespelare
- 2001 – Rolf Larsson, 63, svensk skådespelare och regissör
- 2002
  - Rosemary Clooney, 74, amerikansk sångare och skådespelare
  - Linda Ekwall, 28, svensk TV-personlighet och medverkat i Gladiatorerna med artistnamnet Indra
  - Kim Justin, 28, norsk tv-personlighet och gladiator med artistnamnet Zeke
- 2003 – Katharine Hepburn, 96, amerikansk skådespelare
- 2008
  - William Buchan, 92, brittisk deckarförfattare
  - Elias Cornell, 92, svensk arkitekt
  - Don S. Davis, 65, amerikansk skådespelare
- 2015 – Josef Masopust, 84, tjeckoslovakisk fotbollsspelare
- 2018
  - Arvid Carlsson, 95, svensk farmakolog, mottagare av Nobelpriset i fysiologi eller medicin 2000
  - Irena Szewińska, 72, polsk friidrottare
- 2021 – Donald Rumsfeld, 88, amerikansk republikansk politiker, USA:s försvarsminister 1975–1977 och 2001–2006
- 2023 – Alan Arkin, 89, amerikansk skådespelare